# Ifakara (TC)
Ifakara (TC) (Ifakara Town Council) ist ein Distrikt in Tansania. Er ist Teil der Region Morogoro und grenzt im Nordwesten an die Region Iringa, im Norden an die Distrikte Kilosa und Morogoro, im Osten an die Region Lindi, im Süden an den Distrikt Ulanga und im Westen an den Distrikt Mlimba.

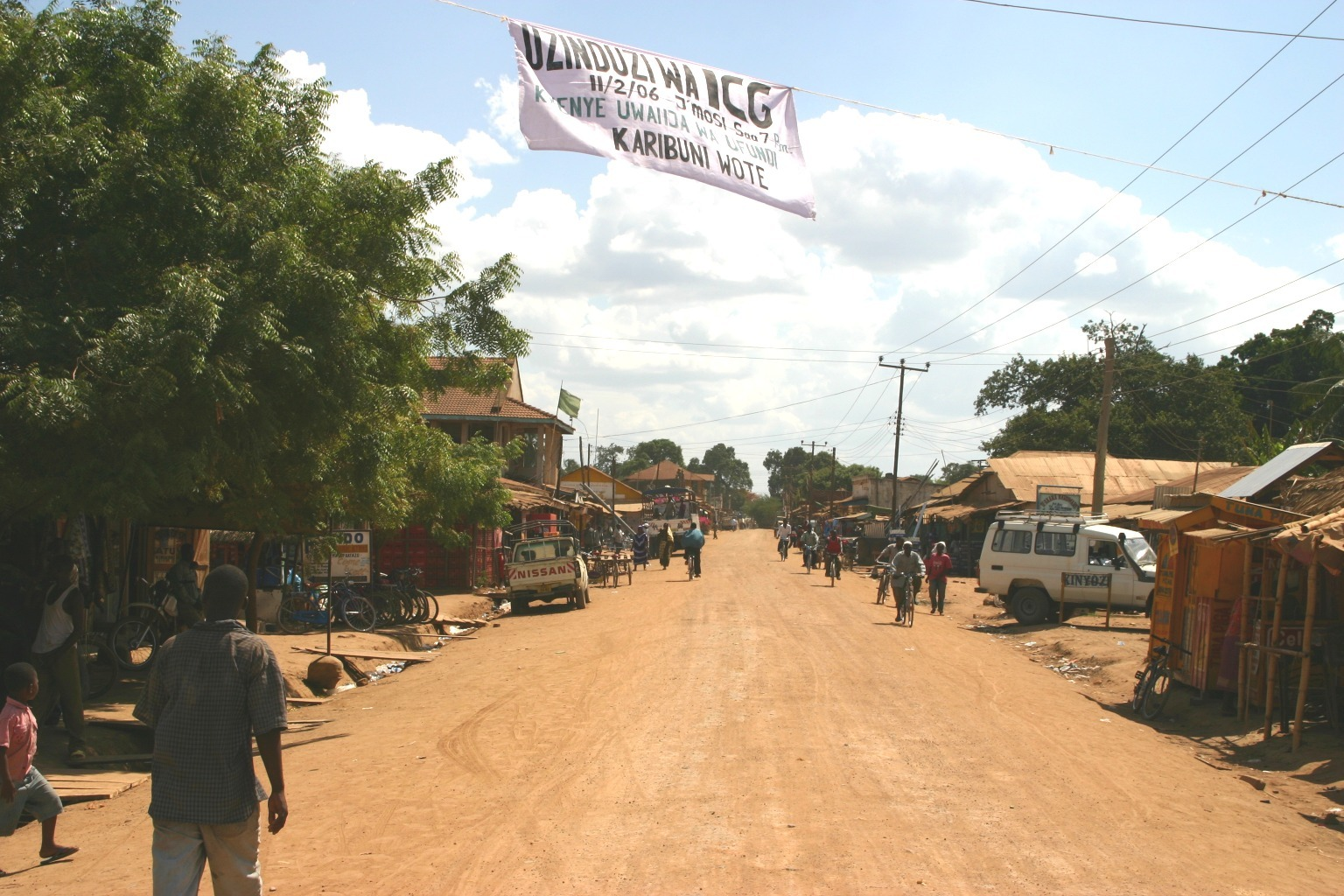
Hauptstraße in Ifakara (2006)

## Geographie
Der Distrikt hat eine Fläche von 3893 Quadratkilometern und 290.424 Einwohner (Volkszählung 2022). Der größte Fluss ist der Kilombero, der im Süden eine Sumpflandlandschaft bildet. In diese mündet auch der aus Norden kommende Lumemo. Der Distrikt besteht zum Großteil aus einer Ebene in etwa 250 Meter Seehöhe, nur nach Norden steigt das Land auf bis zu 700 Meter an.
Das Klima in Ifakara ist tropisch. Im Jahresdurchschnitt fallen 882 Millimeter Niederschlag, der Großteil davon in den Monaten Dezember bis April. Die Durchschnittstemperatur liegt zwischen 21,4 Grad Celsius im Juli und 27,1 Grad im November.

## Geschichte
Ifakara (TC) wurde 2015 von Kilombero abgespalten und als eigenständiger Distrikt eingerichtet. Vor der Volkszählung 2022 wurde Ifakara (TC) um den östliche Teil des früheren Distriktes Kilombero vergrößert. 

## Verwaltungsgliederung
Der Distrikt besteht aus einer Division und 19 Bezirken (Wards).
- Ifakara
- Katindiuka
- Kibaoni
- Kiberenge
- Kidatu
- Kisawasawa
- Lipangalala
- Lumemo
- Mang'ula
- Mang'ula 'B'
- Mbasa
- Michenga
- Mkula
- Mlabani
- Msolwa Station
- Mwaya
- Sanje
- Signal
- Viwanjasitini

## Bevölkerung
Die Einwohnerzahl stieg von 80.243 bei der Volkszählung 2002 auf 290.424 im Jahr 2022.
| Volkszählung | Einwohner |
| ------------ | --------- |
| 2002         | 80.243    |
| 2012         | 114.202   |
| 2022         | 290.424   |

Die Bewohner gehören größtenteils zu den drei Bantu-Ethnien Ndamba, Mbunga und Ngindo.

## Einrichtungen und Dienstleistungen
- Bildung: In Ifakara befinden sich 33 staatliche und 7 private Grundschulen sowie jeweils 7 staatliche und private weiterführende Schulen.[5]
- Gesundheit: Medizinisch versorgt wird die Bevölkerung durch ein Krankenhaus, vier Gesundheitszentren und neunzehn Apotheken.[5]

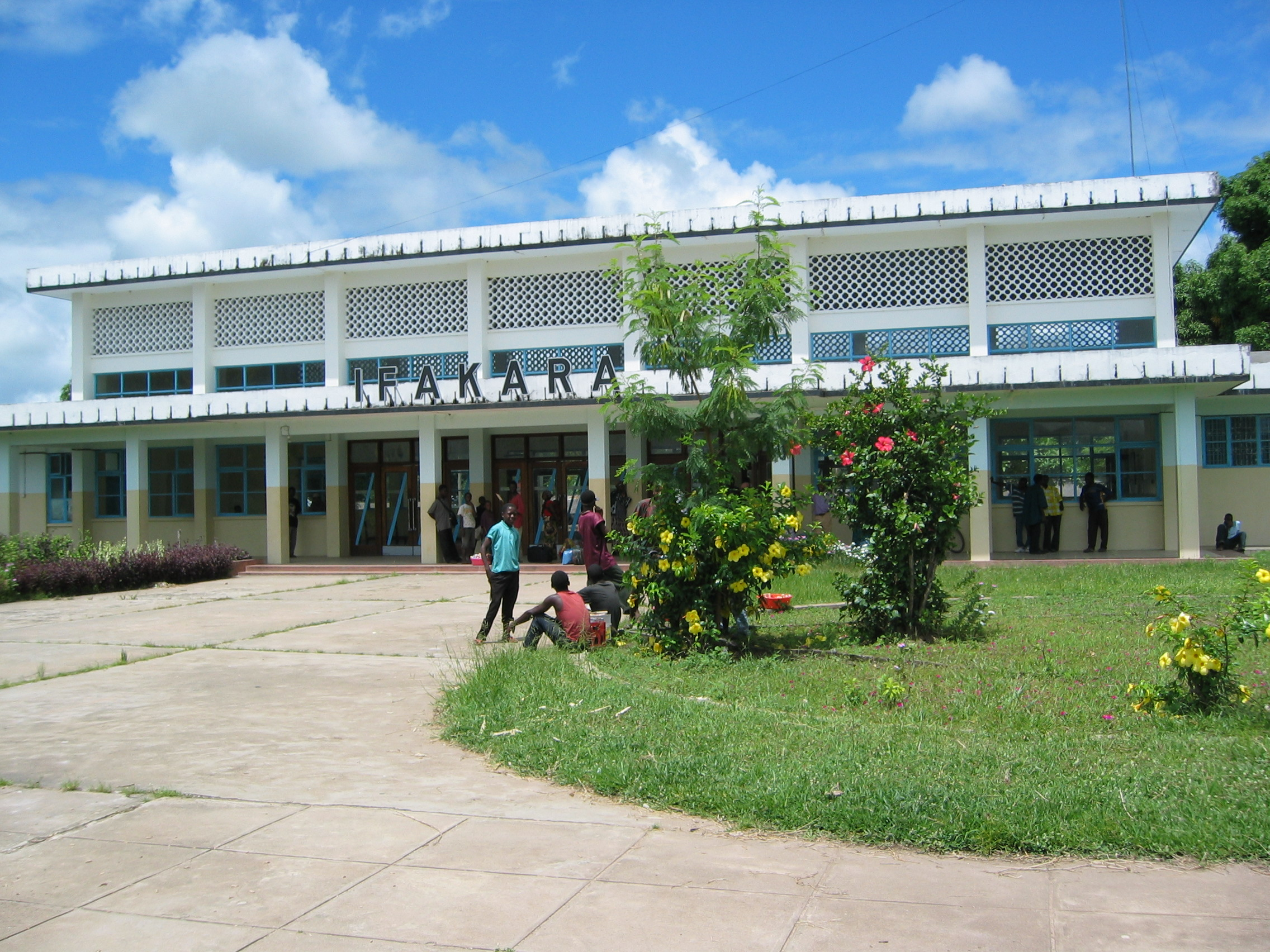
Bahnhof

## Wirtschaft und Infrastruktur
- Landwirtschaft: Auf lehmigen, tonigen und sandigen Böden werden Reis, Mais, Maniok und Gemüse angebaut.[1]
- Eisenbahn: Durch Ifakara verläuft die TAZARA-Eisenbahnlinie, die Daressalam mit Sambia verbindet.[6]
- Straße: Die teilweise asphaltierten Nationalstraße T16 verbinden den Distrikt im Norden mit Morogoro und im Süden mit Ruvuma. In der Stadt Ifakara zweigt davon die Regionalstraße nach Njombe ab.[7]

## Politik
Im Jahr 2020 wurde Kassim Faya Nakapala zum Vorsitzenden des Stadtrates gewählt.